# Katarzyna Klafkowska-Waśniowska
Katarzyna Marta Klafkowska-Waśniowska (ur. 4 stycznia 1977) – polski prawnik, doktor habilitowany nauk prawnych, specjalizuje się w prawie gospodarczym Unii Europejskiej, prawie własności intelektualnej oraz prawie mediów elektronicznych i nowych technologii. Profesor uczelni na Wydziale Prawa i Administracji Uniwersytetu im. Adama Mickiewicza w Poznaniu.

## Życiorys
Studia prawnicze ukończyła na Wydziale Prawa i Administracji UAM w 2002, gdzie następnie zdobywała kolejne awanse akademickie. Stopień doktorski uzyskała w 2007 na podstawie pracy pt. Prawa do nadań programów radiowych i telewizyjnych w prawie autorskim (promotorem był Marian Kępiński). Po doktoracie została zatrudniona na macierzystym wydziale jako adiunkt w Katedrze Prawa Europejskiego. Habilitowała się w 2017 na podstawie oceny dorobku naukowego i rozprawy Swobodny przepływ audiowizualnych usług medialnych na żądanie w Unii Europejskiej. Na macierzystym WPiA UAM koordynuje Studium Prawa Brytyjskiego. Jest autorką szeregu glos do orzeczeń sądów, rozdziałów w pracach zbiorowych i artykułów publikowanych w czasopismach prawniczych, m.in. w "Europejskim Przeglądzie Sądowym".
Należy do Polskiego Stowarzyszenia Prawa Europejskiego.